# Putranjiva
Putranjiva é um género botânico pertencente à família Putranjivaceae.
1. ↑  «Putranjiva — World Flora Online». www.worldfloraonline.org. Consultado em 19 de agosto de 2020